# 포토 리딩
책을 사진 찍듯이 빠르게 읽는 법에 관한 책이다.

## 준비 및 검토
성령님과 기도를 통해 목적을 세우고, 글의 목차를 통해 뼈대와 척추를 강화한다.

## 포토
지도를 갖추고, 눈을 모든 것을 흡수하며, 항상 준비하고 수시로 반복한다.

## 검토
질문을 작성하고 숲과 나무를 활성화시키며, 숲에 대해 한 줄을 읽고 매핑한다. 나무는 2 페이지 이상 읽지 않고 반 페이지를 읽는다. 질문을 찾아 마인드맵을 만든다.

## 휴식 후 카약
암기하고 이해하며 확인하고 평가하고 복습한다.